# Oeax tricuspis
Oeax tricuspis là một loài bọ cánh cứng trong họ Cerambycidae.